# Слов'янський корпус
Слов'янський корпус — приватна військова компанія, зареєстрована в Гонконзі. Спочатку була створена для захисту інтересів російських компаній, їх працівників та деякої кількості громадян, які перебували на підприємствах. Згодом стала учасницею збройного конфлікту в Сирії, виступаючи на боці урядових сил Башара Асада. Після повернення в Росію її учасники були арештовані за звинуваченням у найманстві.

## Формування корпусу
Навесні 2013 року в Гонконзі була заснована приватна військова компанія, яка складалася з колишніх російських військових. Компанія публікувала оголошення про пошук контрактників для захисту енергетичних об'єктів в Сирії під час збройного конфлікту в цій країні, пропонуючи заробітну плату у розмірі 5000 доларів на місяць. Ці оголошення привернули увагу колишніх спецпризначенців з ГРУ, Повітрянодесантні війська, внутрішніх військ російського МВС та СОБР. Велика кількість з них набула бойового досвіду під час громадянської війни в Таджикистані та Другої російсько-чеченської війни.

## Розгортання
Після прибуття до Бейрута, столиці Лівану, найманці були перекинуті до Дамаска, столиці Сирії, а потім на військову базу в Латакії. За даними на жовтень 2013 року «Слав'янський корпус» налічував 267 найманців, розділених на дві роти, які розташовувалися в Латакії.
Новою метою «Слав'янського корпусу» (СК) стала охорона нафтових родовищ у Дейр-ез-Заур. Для цього їм виділили 37-мм зенітні гармати M1939, які після обслуговування були вилучені сирійськими військовими, міномети ПМ-43 (120-мм полкові міномети зразку 1943 року) без жодної міни, три БМП-1, дві з яких були умовно придатні, і дві БМ-21 з 10 снарядами без запалювачів[джерело?].
18 жовтня 2013 року БТГр отримали наказ вирушити на допомогу сепаратистам в районі міста Ес-Сухна. Під час маршу колону вразили обстрілом. За рішенням командира командний пункт був узятий силами однієї роти, яка вигнала бойовиків ІД. З допомогою двох самохідних установок «Акація», що підійшли вночі, вдалося відбити кілька контратак противника. Обіцяна вранці повітряна підтримка з'явилася лише до полудня у вигляді одного штурмовика Су-17, який завдав удари по позиціях корпусу. Зіткнувшись зі значно переважаючими силами бойовиків і не отримавши обіцяних боєприпасів, СК організовано відступила на авіабазу Тифор, де відновила боєздатність і підготувала авіабазу до оборони. Під час цієї операції шість членів формування були поранені.

## Ліквідація
Одразу після прибуття в Росію учасників арештували співробітники ФСБ за звинуваченням в найманстві, що є кримінальним злочином за статтею 359 Кримінального кодексу Росії. Попри те, що компанія була зареєстрована в Гонконзі, власники також були заарештовані.
У жовтні 2014 року Московський міський суд вирішив розглянути вину керівників компанії Вадима Гусєва і Євгена Сидорова та засудив їх до трьох років позбавлення волі кожного. Взимку 2014—2015 років і Гусєв, і Сидоров були звільнені з місць позбавлення волі умовно-достроково. Євгеній Сидоров також очолював організацію «Редут-безпека». Журналісти «Радіо Свобода» також пов'язують «Редут-безпека» із ПВК «Щит», сам Сидоров може відігравати помітну роль у керівництві «Щита».